# Jan Olde Riekerink
Jan Olde Riekerink (Hangelo, 22 febbraio 1963) è un allenatore di calcio ed ex calciatore olandese, tecnico del Dewa Utd.
Dopo una modesta carriera da centrocampista, intraprende la carriera da manager. Guida prima le giovanili dell'Ajax, poi nel 2002 si siede sulla panchina del Gent. Il 3 novembre 2003 è esonerato e due settimane più tardi torna in patria firmando con l'Emmen. Nella stagione 2005-2006 è il vice allenatore di Co Adriaanse al Porto. Nel 2007 torna all'Ajax con il ruolo di coordinatore del vivaio dei Lancieri. Dopo quattro anni si trasferisce in Cina, dove guida le selezioni giovanili della nazionale. Il 31 dicembre 2015 smette di allenare anche l'Under-16 cinese e il 16 marzo successivo firma con il Galatasaray.
A Istanbul vince una Coppa di Turchia (1-0 contro il Fenerbahçe) e una Supercoppa di Turchia (ai rigori contro il Beşiktaş), i suoi primi titoli da manager, entrambi ottenuti nel 2016. Il 14 febbraio 2017 è licenziato dal club turco a causi dei deludenti risultati.
Dopo aver allenato l'Heerenveen, dal novembre 2019 allena il Cape Town City.
A maggio 2021 la società Cape Town City comunica di aver rescisso consensualmente il contratto con l'allenatore.
Ad Ottobre 2021 l'olandese inizia la sua avventura con la squadra militante il TFF 3. Lig (Serie C Turca) Iskenderunspor, oltre ad esserne l'allenatore Riekerink ne è anche il CEO oltre che unico responsabile del settore calcio del club.

## Palmarès

### Allenatore
- Coppa di Turchia: 1

Galatasaray: 2015-2016
- Supercoppa di Turchia: 1

Galatasaray: 2016